# Joshua Fishman

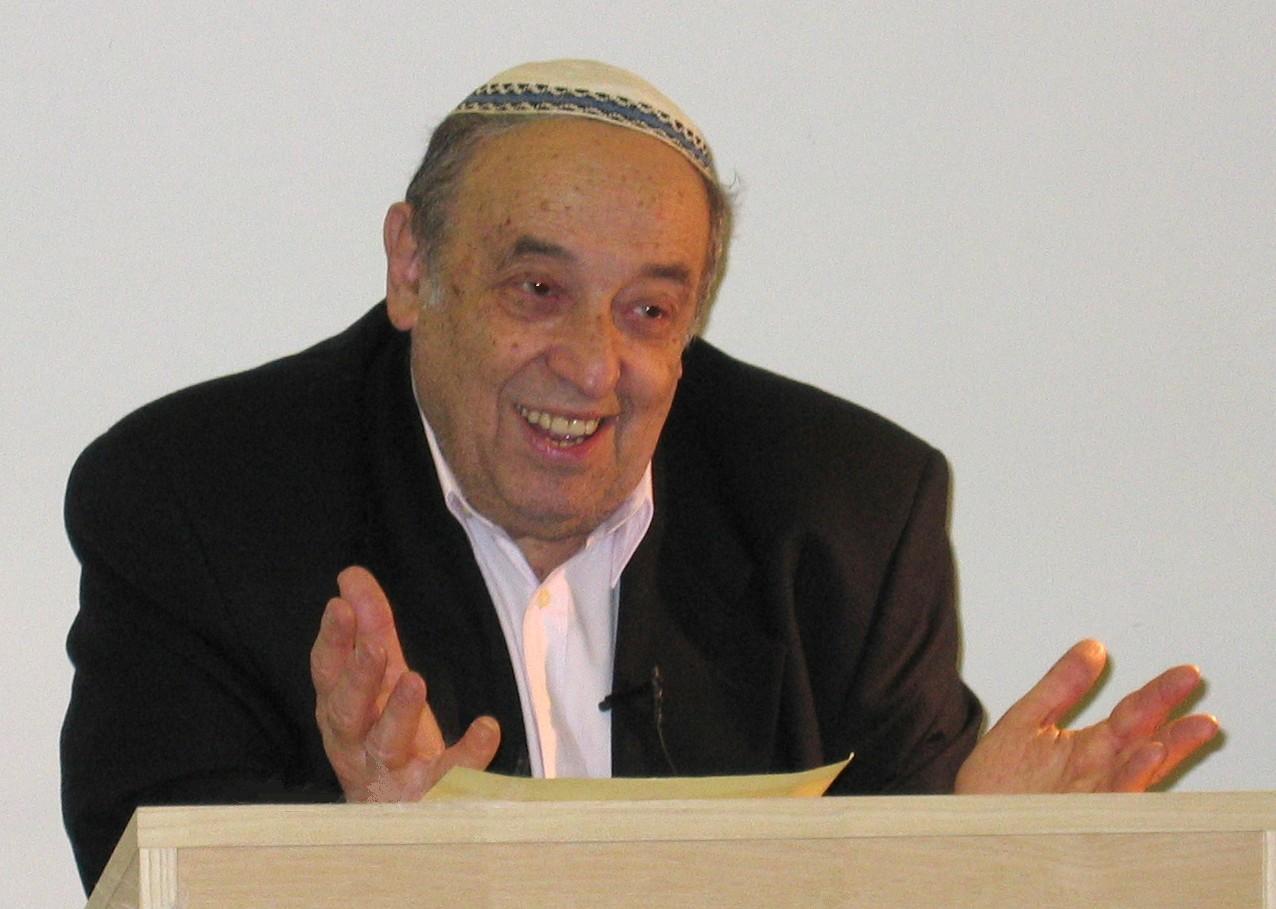
Joshua Fishman en una conferencia sobre la lengua gaélica en la Universidad de Aberdeen.

Joshua Aaron Fishman (en yidis: שיקל פֿישמאַן‎ — Shikl Fishman; Filadelfia, Pensilvania, 18 de julio de 1926 - Nueva York, 1 de marzo de 2015) sociolingüista estadounidense.
Se especializó en sociología del lenguaje, planificación lingüística, educación bilingüe, lengua y etnicidad.

## Publicaciones
- 1965. Yiddish in America: socio-linguistic description and analysis. Bloomington: Indiana University Press; The Hague, Netherlands: Mouton
- 1966. Language loyalty in the United States; the maintenance and perpetuation of non-English mother tongues by American ethnic and religious groups. The Hague: Mouton
- 1966. Hungarian language maintenance in the United States. Bloomington: Indiana University Press
- 1968. Language problems of developing nations. New York: Wiley
- 1968. Readings in the sociology of language. The Hague, Paris: Mouton
- 1970. Sociolinguistics: a brief introduction. Rowley, Mass.: Newbury House
- 1971. Bilingualism in the barrio. Bloomington: Indiana University Press
- 1971-2. Advances in the sociology of language. The Hague: Mouton
- 1972. Language in Sociocultural Change. Essays by Joshua A. Fishman. Ed. Anwar S. Dil. Stanford: Stanford University Press
- 1972. The sociology of language; an interdisciplinary social science approach to language in society. Rowley, Mass.: Newbury House
- 1973 (c 1972). Language and nationalism; two integrative essays. Rowley, Mass.: Newbury House
- 1974. Advances in language planning. The Hague: Mouton
- 1976. Bilingual education: an international sociological perspective. Rowley, Mass.: Newbury House
- 1977. Advances in the creation and revision of writing systems. The Hague: Mouton
- 1978. Advances in the study of societal multilingualism. The Hague: Mouton
- 1981. Never Say Die: A Thousand Years of Yiddish in Jewish Life and Letters. The Hague: Mouton. ISBN 90-279-7978-2 (in Yiddish and English)
- 1982. The acquisition of biliteracy: a comparative ethnography of minority ethnolinguistic schools in New York City. New York, N.Y.: Yeshiva University, Ferkauf Graduate School
- 1982. Bilingual education for Hispanic students in the United States. New York: Teachers College Press
- 1983. Progress in language planning: international perspectives. Berlin & New York: Mouton.
- 1985. The rise and fall of the ethnic revival: perspectives on language and ethnicity. Berlin & New York: Mouton
- 1987. Ideology, Society and Language: The Odyssey of Nathan Birnbaum. Ann Arbor: Karoma Publishers
- 1991. Bilingual education. Amsterdam & Philadelphia: J. Benjamins Pub. Co.
- 1991. Reversing language Shift: Theory and Practice of Assistance to Threatened Languages. Clevedon, Multilingual Matters. (ISBN 1-85359-122-X) (ISBN 978-1-85359-122-8)
- 1991. Language and Ethnicity[2]. Amsterdam & Philadelphia: J. Benjamins Pub. Co
- 1996. Post-Imperial English: The Status of English in Former British and American Colonies and Spheres of Influence. (ed.) Mouton de Gruyter, Berlin
- 1997. In Praise of the Beloved Language; The Content of Positive Ethnolinguistic Consciousness. Berlín, Mouton de Gruyter
- 1997. The Multilingual Apple: Languages in New York (with Ofelia Garcia). Berlín, Mouton de Gruyter
- 1999. Handbook of Language and Ethnicity (ed.). New York, Oxford University Press. Revised ed. 2009. (ISBN 0-19-537492-4)
- 2000. Can Threatened Languages Be Saved? Clevedon, Multilingual Matters
- 2006. Do Not Leave Your Language Alone: The Hidden Status Agendas Within Corpus Planning in Language Policy. Lawrence Erlbaum Associates. (ISBN 0-8058-5024-4) (ISBN 978-0-8058-5024-6)